# Bonneuil-les-Eaux
Bonneuil-les-Eaux är en kommun i departementet Oise i regionen Hauts-de-France i norra Frankrike. Kommunen ligger i kantonen Breteuil som tillhör arrondissementet Clermont. År 2022 hade Bonneuil-les-Eaux 780 invånare.

## Befolkningsutveckling
Antalet invånare i kommunen Bonneuil-les-Eaux
| Referens: INSEE |